# 10-й авиационный корпус (люфтваффе)
10-й авиационный корпус (нем. X. Fliegerkorps) — воинское соединение люфтваффе в годы Второй мировой войны.

## История
10-й авиационный корпус Люфтваффе был сформирован 2 октября 1939 года в Гамбурге на базе 10-й авиационной дивизии. Первым командующим корпуса стал генерал-лейтенант Леонгард Каупиш. Штаб подразделения разместился в Гамбурге.
В ходе операции «Викингер» 22 февраля 1940 года немецкий эскадренный миноносец «Z-1 Leberecht Maass» по ошибке был атакован и повреждён германскими бомбардировщиком He-111 из состава 10-го авиационного корпуса. При уклонении от атаки «Leberecht Maass» подорвался на мине, выставленной британскими эсминцами 20-й флотилии, и затонул северо-западнее острова Боркум.
В апреле — июне этого же года данный корпус участвовал в операции «Везерюбунг» в ходе которой из 527 самолётов потерял 127 самолётов. В апреле штаб был передислоцирован в Осло.
В декабре 1940 года корпус был переведён в город Таормина на острове Сицилия, дабы поддержать силы Африканского корпуса Рейха в Ливии. По состоянию на 12 января 1941 года в составе корпуса было 80 бомбардировщиков Ju 88 A-4, 12 Ju 88 D-5, 80 Ju 87 R-1, 27 He 111 H-6 и 34 Bf 110 C-4. 10—11 января 1941 года самолёты 10-го корпуса потопили британский «HMS Southampton» и серьёзно повредили «HMS Illustrious» в ходе операции «Иксес».
В апреле 1941 года 10-й авиационный корпус участвовал в Югославской и Греческой операциях. 16 июня штаб корпуса был передислоцирован в предместье Афин Кифисию. По состоянию на 10 мая 1942 года 74 Ju 88 и 53 Ar 196 A-3, He 60 C, Fokker T.VIII и Bv 138 C-1.
В 1943 году силы корпуса участвовали в Додеканесской операции. 1 апреля 1944 года штаб корпуса был переведён в город Анже, однако корпус так и остался в Греции. В августе штаб был переведён в Висбаден. 5 сентября 1944 года корпус был расформирован в связи с выводом войск Третьего Рейха из Греции.

## Дислокация штаба корпуса
| Начало         | Конец           | Место    |
| -------------- | --------------- | -------- |
| 2 октября 1939 | апрель 1940     | Гамбург  |
| апрель 1940    | декабрь 1940    | Осло     |
| декабрь 1940   | 16 июня 1941    | Таормина |
| 16 июня 1941   | 1 апреля 1944   | Кифисья  |
| 1 апреля 1944  | август 1944     | Анже     |
| август 1944    | 5 сентября 1944 | Висбаден |

## Подчинение
- 2-й воздушный флот[10]
- 5-й воздушный флот[10]
- 3-й воздушный флот[10]
- Воздушный флот «Рейх»[10]

## Командование

### Командующие
- Гейслер, Ганс (2 октября 1939 — 31 августа 1942)[11]
- Бернхард Кюль (3 июня 1940 — 20 сентября 1940)[11]
- Отто Гофман фон Вальдау[нем.] (31 августа 1942 — 31 декабря 1942)[11]
- Александр Холле[нем.] (1 января 1943 — 22 мая 1943)[11]
- Мартин Фибиг[нем.] (22 мая 1943 — 1 сентября 1944)[11]

### Начальники штаба
- Мартин Харлингхаусен (1 ноября 1939 — 31 марта 1941)[12]
- Ульрих Кесслер (25 апреля 1940 — 21 мая 1940)[12]
- Гюнтер Кортен (1 апреля 1941 — март 1942)[12]
- Сигизмунд фон Фалькенхаузен (1 апреля 1942 — март 1943)[12]
- Кристиан Эскард (8 марта 1943 — 2 июня 1943)[12]
- Вальтер Боениске[англ.] (июнь 1943 — 6 января 1944)[12]